# Imotsko polje
Imotsko polje, veliko kraško polje v Dalmaciji in Hercegovini.
Imotsko polje (tudi Imotsko-bekijsko polje) je kraško polje v srednji Dalmaciji, ki se na jugovzhodu nadaljuje v pokrajino Bekijo v Hercegovini. Leži na 248 do 268 m nadmorske višine v bližini mesteca Imotski, po katerem je tudi dobilo svoje ime. Razprostira se v smeri severozahod-jugovzhod. Dolgo je 33, 3 km in široko od 1-6 km, njegova površina meri 95 km², od tega 45 km² na Hrvaškem in 50 km² v Hercegovini. Razdeljeno je na Gornje polje (22,8 km²) in Donje polje (72,2 km²). Donje polje v nedoločenih časovnih presledkih poplavlja reka Vrlika. Po njem poleg Vrlike tečeta še rečici Ričina in Grudski potok. Polje je rodovitno in dobro obdelano.  Od poljedelskih kultur prideljujejo  vinsko trto, tobak, koruzo, glavnato zelje. Uspeva tudi sadjarstvo. Po letu 1947 so pričeli gojiti tudi bombaž.  Na Imotskem polju je tudi več manjših jezer (t.i. Imotska jezera). Pomembnejši jezeri na tem polju sta Modro jezero in Rdeče jezero (Crveno jezero), ki doseže globino skoraj 300 m.